# Distretto di Zmiïv
Il distretto di Zmiïv (in ucraino Зміївський район?) era un distretto (rajon) dell'Ucraina, situato nell'oblast' di Charkiv. Il suo capoluogo era Zmiïv. È stato soppresso con la riforma amministrativa del 2020.